# Andrea Piccolo
Andrea Piccolo (* 23. března 2001) je italský profesionální silniční cyklista jezdící za UCI WorldTeam EF Education–EasyPost.

## Kariéra
V roce 2019 se Piccolo stal mistrem Evropy v časovce juniorů. Před sezónou 2021 původně Piccolo podepsal dvouletou smlouvu s UCI WorldTeamem Astana–Premier Tech, ale tým po 5 měsících opustil poté, co za něj ani jednou nezávodil. Důvodem byly zdravotní problémy odhalené na tréninkovém kempu na začátku sezóny.

## Hlavní výsledky
2018
Národní šampionát
 vítěz časovky juniorů
vítěz Trofeo Emilio Paganessi
Trophée Centre Morbihan
2. místo celkově
 vítěz vrchařské soutěže
Mistrovství světa
 3. místo časovka juniorů
GP Général Patton
4. místo celkově
4. místo Trofeo Città di Loano
2019
Mistrovství Evropy
 vítěz časovky juniorů
 3. místo silniční závod juniorů
Národní šampionát
 vítěz časovky juniorů
2. místo silniční závod juniorů
Giro della Lunigiana
 celkový vítěz
Course de la Paix Juniors
3. místo celkově
Mistrovství světa
6. místo časovka juniorů
6. místo Trofeo Emilio Paganessi
7. místo Gent–Wevelgem Juniors
2020
Národní šampionát
2. místo časovka do 23 let
2021
vítěz Ruota d'Oro
2. místo GP Capodarco
8. místo Piccolo Giro di Lombardia
9. místo Veneto Classic
2022
2. místo Circuito de Getxo
2. místo Japan Cup
3. místo Coppa Ugo Agostoni
Národní šampionát
4. místo silniční závod
5. místo Maryland Cycling Classic
7. místo Prueba Villafranca de Ordizia
10. místo Bretagne Classic
10. místo Coppa Sabatini
2023
Vuelta a España
lídr  &  po 2. etapě

### Výsledky na Grand Tours
| Grand Tour      | 2023 | 2024 |
| --------------- | ---- | ---- |
| Giro d'Italia   | —    | DNF  |
| Tour de France  | —    | —    |
| Vuelta a España | 69   | —    |

| —   | Nezúčastnil se |
| DNF | Nedokončil     |